# 斑白鱼
斑白鱼（学名：Anabarilius maculatus）为輻鰭魚綱鯉形目鯝科白鱼属的鱼类，是中国的特有物种。分布于南盘江及其所属水体等，體長可達13.9公分，棲息在底中層水域，生活習性不明。该物种的模式产地在罗平、砚山、沾益。
其种加词“maculatus”意为“有斑点、斑块、斑纹的”。